# Sacha Zegueur

a Compétitions nationales et continentales officielles uniquement.

b Matchs officiels uniquement.
Dernière mise à jour le 27 mars 2025.
Sacha Zegueur, né le 21 juin 1999 à Oyonnax, est un joueur français de rugby à XV qui évolue au poste de troisième ligne au sein de l'effectif de la Section paloise, depuis 2022.

## Biographie

### Formation
Sacha Zegueur, après avoir pratiqué le football, commence à jouer au au rugby à XV à l'âge de onze ans avec l'US Oyonnax. Il progresse ensuite au sein du centre de formation du club oyonnaxien.

### En club

#### Oyonnax Rugby (2018-2022)
Sacha Zegueur dispute son premier match professionnel le 31 août 2018 lors d'un déplacement à Colomiers rugby, en tant que titulaire au poste de troisième ligne aile (victoire 19 à 18). Lors de sa première saison, 2018-2019, en Pro D2, il dispute 20 matchs de championnat.
Lors de la saison 2019-2020, il dispute 14 matchs et inscrit son premier essai au niveau professionnel le 21 novembre 2019 face au Soyaux Angoulême XV. La saison s'achève en mars 2020 en raison de la pandémie de Covid-19.
Lors de la saison 2020-2021 de Pro D2, il ne dispute que 10 matchs et inscrit 1 essai. Sa saison s'arrête en janvier 2021 lors du match comptant pour la 15e journée de Pro D2 face au FC Grenoble rugby en raison d'une rupture des ligaments croisés du genou droit.
À l'issue de la saison 2021-2022, âgé de 23 ans, il quitte son club formateur pour rejoindre la Section paloise, en Top 14. Il y signe un contrat d'une durée de deux saisons, soit jusqu'en 2024.

#### Section paloise (depuis 2022)
Sacha Zégueur a rejoint la Section paloise, avec pour ambition de s'imposer en Top 14, lui qui a uniquement évolué en Pro D2. Zégueur affirme voir la Section comme la plateforme idéale pour faire décoller sa carrière,.
Sacha Zegueur dispute son premier match de Top 14 le 24 septembre 2022 en tant que titulaire face à Montpellier, avec une lourde défaite 17 à 43.
En novembre 2022, il est appelé avec les Barbarians français, dans un groupe de 23 joueurs, pour affronter les Fidji au Stade Pierre-Mauroy.
Il dispute son premier match européen en décembre 2022 lors de la première journée de Challenge Cup face aux Cheetahs. Il inscrit son premier essai en Top 14 au Stade Aimé-Giral face à l'USA Perpignan en février 2023. Il termine la saison 2022-2023 avec 18 matchs de Top 14 disputés et quatre de Challenge Cup.
Fin août 2023, à la fin d'une première saison prometteuse, il prolonge son contrat avec la Section paloise jusqu'en juin 2027,.
Au début de la saison 2023-2024, il évolue davantage au centre de la troisième-ligne, et parvient à s'imposer comme un cadre de l'équipe béarnaise, notamment en gommant son indiscipline.

### En équipe nationale
Sacha Zegueur participe au tournoi de Wellington avec l'équipe de France des moins de 16 ans en avril 2015.
En 2018, il remporte avec l'équipe de France des moins de 20 ans le tournoi des Six nations des moins de 20 ans et le championnat du monde des moins de 20 ans. En 2019, il remporte une deuxième fois le championnat du monde des moins de 20 ans.
En novembre 2020, alors qu'il joue encore en Pro D2, il est appelé en tant que partenaire d'entraînement en équipe de France par Fabien Galthié, pour préparer un match face aux Fidji,. Deux semaines plus tard, il rejoint officiellement le groupe français, en remplacement de Yacouba Camara blessé, en prévision du match contre l'équipe d'Italie en Coupe d'automne des nations.
En mars 2023, il est de nouveau appelé avec le XV de France pour préparer le match du Tournoi des Six Nations face à l'équipe d'Angleterre. En juin 2023, il fait partie des 23 joueurs sélectionnés avec le XV de France pour deux journées de préparation du 7 au 9 juin 2023 au Centre national de rugby. Cette liste est marquée par l'absence des joueurs étant demi-finalistes du championnat.

## Palmarès

### En équipe nationale
- Vainqueur du Tournoi des Six Nations des moins de 20 ans en 2018 avec l'équipe de France des moins de 20 ans.
- Vainqueur du Championnat du monde junior de rugby à XV en 2018 et 2019 avec l'équipe de France des moins de 20 ans.